# Sandra Oh
Sandra Oh (Nepean, Ottawa, 20 de julio de 1971) es una actriz canadiense de ascendencia surcoreana que ha obtenido popularidad al interpretar a la Dra. Cristina Yang en la serie de televisión estadounidense Grey's Anatomy y a Eve Polastri en Killing Eve; además de otros papeles en películas. Su papel en dicha serie le permitió ganar un Globo de Oro, dos Premios del Sindicato de Actores y cinco nominaciones para los premios Emmy a la mejor actriz de reparto en serie dramática. 
También ha interpretado papeles destacables en películas como The Princess Diaries, Under the Tuscan Sun, Last Night, Sideways y ha tenido un papel secundario en la serie original de HBO, Arliss. Otras películas en las que ha aparecido son The Night Listener,  Sorry, Haters, Blindness, Bean, Wilby Wonderful, Hard Candy y Rabbit Hole.
Además, Oh tuvo papeles protagonista en las películas asiáticas-canadienses: Doble Happiness, The Diary of Evelyn Lau y Long life, Happiness and Prosperity, papeles por los que ganó su Premio Genie canadiense a la Mejor Actuación por una actriz en un Papel Principal y el Premio Gemini a la Mejor actuación por una Actriz en un Papel Principal en un Programa Dramático o Miniserie.

## Biografía
Sandra Oh nació en Nepean, Ottawa, Ontario. Sus padres son Oh Junsu (John) y Jeon Young-nam, quienes emigraron a Canadá desde Corea del Sur a finales de los años 60. Pertenece a una familia de clase media. Su padre es un hombre de negocios y su madre es bioquímica. Oh tiene un hermano, Ray, y una hermana, Grace. Se crio en una familia de cristianos devotos que vivía en Camwood crescent en Nepean, donde empezó bailando ballet y actuando a temprana edad. Una de sus primeras actuaciones fue en The wizard of Woe, en el colegio y a los 10 años de edad. Era una de las pocas jóvenes canadienses con ascendencia asiática en Nepean.
En la escuela secundaria Sir Robert Borden, era la presidenta del consejo estudiantil. Asimismo, fundó el Club Medioambiental BASE (Borden Active Students for the Environment), liderando una campaña en contra del uso de vasos de poliestireno extruido. También tocaba la flauta y continuó sus estudios de ballet y actuación.
Sin embargo, sabía que «no era lo bastante buena para ser bailarina profesional» y entonces se centró en la actuación. Esto le condujo a recibir clases de interpretación, a realizar actuaciones en su centro escolar y unirse a clubs de actuación, donde participó en los Canadian Improv Games. También formó parte del Skit Row High, un grupo cómico.
En contra del deseo de sus padres, rechazó una beca para estudiar una carrera de 4 años de periodismo en la Carleton University. Se matriculó en la Escuela Nacional de Teatro de Montreal (National Threatre School of Canada), pagándoselo ella misma. Les dijo a sus padres que intentaría ser actriz unos años y que si no lo conseguía, volvería a sus estudios.
Pronto, después de graduarse en la universidad en 1993, protagonizó en London (Ontario) una obra de teatro de David Mamet llamada Oleanna. Por esos tiempos, consiguió papeles en películas biográficas para televisión de dos mujeres significativas chinas-canadienses: la autora de Vancouver Evelyn Lau en The Diary of Evelyn Lau (Oh logró el papel entre más de 1000 personas que hicieron la audición), y como Adrienne Clarkson en una producción de la CBC de la vida de Clarkson.
Sandra Oh es vegana.

### Carrera
Sandra Oh se hizo más conocida en Canadá por su actuación en la película canadiense Double Happiness, con la cual ganó el Premio Genie a la mejor actriz. Entre sus actuaciones en películas canadienses se incluyen Long Life, Happiness & Prosperity y Last Night, por las que ganó nuevamente el Genie a la mejor actriz.
Sandra Oh es muy conocida en los Estados Unidos por sus papeles en las películas Bajo el sol de la Toscana y Entre copas. Ella considera Entre copas y Evelyn Lau dos de sus mejores papeles, así como la menos conocida Dancing at the Blue Iguana. En la televisión actual es mucho más popular debido a su rol en la exitosa serie Grey's Anatomy, específicamente por su papel como Cristina Yang, por el cual ha ganado un Globo de Oro y ha recibido cinco nominaciones a los premios Emmy.

### Vida personal
Oh estuvo en una relación con el creador cinematográfico Alexander Payne durante 5 años. Se casaron el 1 de enero de 2003, se separaron al principio de 2005 y se divorciaron al final de 2006.
El 8 de julio de 2013, Sandra recibió la llave de la ciudad de Ottawa, Ontario, de parte del alcalde Jim Watson.
En 2018 se convirtió en ciudadana estadounidense. En el primer aniversario de su ciudadanía, lo anunció mientras se presentaba en Saturday Night Live y se refirió a sí misma como una «asiática-canadiense-estadounidense».

## Filmografía

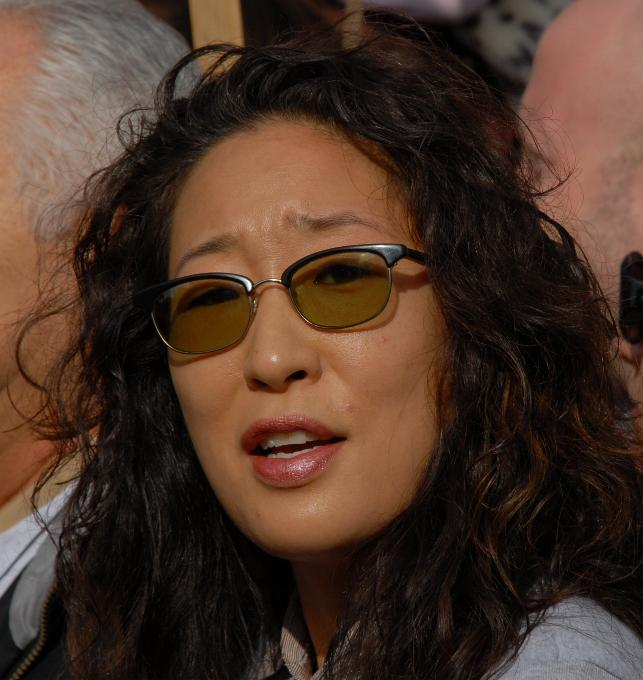
Sandra Oh en la huelga de guionistas (2007)

### Cine
| Año  | Título                                           | Rol                          | Notas              |
| ---- | ------------------------------------------------ | ---------------------------- | ------------------ |
| 1989 | The Journey Home                                 | —                            | Cortometraje       |
| 1994 | Double Happiness                                 | Jade Li                      |                    |
| 1995 | Prey                                             | Il Bae                       | Cortometraje       |
| 1996 | Cowgirl                                          | Sarah Hwang                  | Cortometraje       |
| 1997 | Bean                                             | Bernice Schimmel             |                    |
| 1997 | Bad Day on the Block                             | —                            |                    |
| 1998 | Last Night                                       | Sandra                       |                    |
| 1998 | The Red Violin                                   | Madame Ming                  |                    |
| 1998 | Permanent Midnight                               | Amiga                        |                    |
| 1999 | Guinevere                                        | Cindy                        |                    |
| 2000 | Waking the Dead                                  | Kim                          |                    |
| 2000 | Dancing at the Blue Iguana                       | Jasmine Bulut                |                    |
| 2000 | Three Lives of Kate                              | Narradora                    | Cortometraje       |
| 2001 | The Princess Diaries                             | Subdirectora Gupta           |                    |
| 2001 | Date Squad                                       | Bebé Alfa                    | Cortometraje       |
| 2001 | The Frank Truth                                  | Ella misma                   | Documental         |
| 2002 | Big Fat Liar                                     | Srta. Phyllis Caldwell       |                    |
| 2002 | Full Frontal                                     | Cuarta empleada despedida    |                    |
| 2002 | Rick                                             | Michelle                     |                    |
| 2002 | Long Life, Happiness & Prosperity                | Kin Ho Lum                   |                    |
| 2002 | Barrier Device                                   | Audrey                       | Cortometraje       |
| 2003 | Under the Tuscan Sun                             | Patti                        |                    |
| 2003 | Owning Mahowny                                   | Jugadora de dados            | No acreditada      |
| 2004 | Sideways                                         | Stephanie                    |                    |
| 2004 | Wilby Wonderful                                  | Carol French                 |                    |
| 2004 | Mulan II                                         | Ting Ting (voz)              |                    |
| 2004 | 8 Minutes to Love                                | Joy                          | Cortometraje       |
| 2005 | Hard Candy                                       | Judy Tokuda                  |                    |
| 2005 | Break a Leg                                      | Joven Turk                   |                    |
| 2005 | Stationery                                       | Mujer (voz)                  | Cortometraje       |
| 2005 | Cake                                             | Lulu                         |                    |
| 2005 | 3 Needles                                        | Mary                         |                    |
| 2005 | Sorry, Haters                                    | Phyllis MacIntyre            |                    |
| 2005 | Kind of a Blur                                   | Joe                          |                    |
| 2006 | The Night Listener                               | Anna                         |                    |
| 2006 | For Your Consideration                           | Persona de marketing         |                    |
| 2007 | The Land Before Time XIII: The Wisdom of Friends | Doofah (voz)                 |                    |
| 2007 | Falling                                          | Melanie                      | Cortometraje       |
| 2008 | Blindness                                        | Ministra de Salud            |                    |
| 2009 | Defendor                                         | Dra. Park                    |                    |
| 2009 | The People Speak                                 | Ella misma                   | Documental         |
| 2010 | Quantum Quest: A Cassini Space Odyssey           | Gal 2000 (voz)               |                    |
| 2010 | Ramona and Beezus                                | Srta. Meacham                |                    |
| 2010 | Rabbit Hole                                      | Gabby                        |                    |
| 2014 | Tammy                                            | Susanne                      |                    |
| 2015 | The Scarecrow                                    | Evelyn                       | Cortometraje       |
| 2015 | Snowtime!                                        | Frankie de cuatro ojos (voz) |                    |
| 2016 | Window Horses                                    | Rosie Ming (voz)             | También productora |
| 2016 | Catfight                                         | Veronica Salt                |                    |
| 2017 | Meditation Park                                  | Ava                          |                    |
| 2020 | Over the Moon                                    | Srta. Zhong (voz)            |                    |
| 2021 | Raya and the Last Dragon                         | Virana (voz)                 |                    |
| 2022 | Turning Red                                      | Ming (voz)                   |                    |
| 2022 | Umma                                             | Amanda                       |                    |
| 2022 | La misma tormenta                                | Grace park                   |                    |
| 2023 | Quiz Lady                                        | Jenny                        |                    |
| 2024 | The Tiger's Apprentice                           | Mistral (voz)                |                    |
| 2024 | Can I Get a Witness?                             | Ellie                        |                    |
| 2025 | Pitufos                                          | Moxie (voz)                  |                    |
| 2025 | Good Fortune                                     | TBA                          | Posproducción      |

### Televisión
| Año           | Título                                             | Rol                        | Notas                                   |
| ------------- | -------------------------------------------------- | -------------------------- | --------------------------------------- |
| 1989          | Denim Blues                                        | Gwen                       | Episodio piloto                         |
| 1992          | Degrassi High: School's Out                        | Camarera                   | Película para televisión                |
| 1993          | Barney and friends                                 |                            | Película para televisión                |
| 1994          | The Diary of Evelyn Lau                            | Evelyn Lau                 | Película para televisión                |
| 1995          | Cagney & Lacey: The View Through the Glass Ceiling | Policía                    | Película para televisión                |
| 1996-2002     | Arliss                                             | Rita Wu                    | Principal                               |
| 2000          | Popular                                            | Profesora de humanidades   | 2 episodios                             |
| 2001          | Tales of the City                                  | Bambi Kanetaka             | Miniserie de televisión                 |
| 2005-2014     | Grey's Anatomy                                     | Cristina Yang              | Principal                               |
| 2005-2007     | American Dragon: Jake Long (voz)                   | Sun Park                   | 6 episodios                             |
| 2008, 2012    | Phineas y Ferb (voz)                               | Novia de Dr. Doofenshmirtz | 2 episodios                             |
| 2009          | Robot Chicken (voz)                                | Sarah Connor               | 1 episodio                              |
| 2010          | Thorne                                             | Sarah Chen                 | 1 episodio                              |
| 2011          | Michael: Every Day                                 | Dr. Judy Song              | 1 episodio                              |
| 2014          | Betas                                              | Sharron                    | 1 episodio                              |
| 2015          | Shitty Boyfriends                                  | Kathy                      | 6 episodios                             |
| 2016          | Peg + Gato (voz)                                   | Presidente                 | 1 episodio                              |
| 2017          | American Crime                                     | Abby Tanaka                | 4 episodios                             |
| 2018-2022     | Killing Eve                                        | Eve Polastri               | Principal                               |
| 2018          | She-Ra and the Princesses of Power (voz)           | Castaspella                | 8 episodios                             |
| 2019          | Premios Globo de Oro de 2018                       | Ella misma                 | Copresentadora                          |
| 2019          | Saturday Night Live                                | Ella misma                 | Presentadora                            |
| 2021-presente | Invencible (voz)                                   | Debbie Grayson             | Protagonista                            |
| 2021          | La directora                                       | Ji-Yoon Kim                | Protagonista y productora ejecutiva     |
| 2022          | The Sandman (voz)                                  | The Prophet                | Episodio: "A Dream of A Thousand Cats?" |
| 2023          | Gremlins: Secrets of the Mogwai (voz)              | Nüwa                       | 3 episodios                             |
| 2024          | The Sympathizer                                    | Sofia Mori                 | 5 episodios                             |

### Teatro
| Año  | Título        | Rol        | Dramaturgo          | Lugar                                          | Ref.   |
| ---- | ------------- | ---------- | ------------------- | ---------------------------------------------- | ------ |
| 1998 | Stop Kiss     | Sara       | Diana Son           | Stein Shiva Theater, The Public Theatre        | [ 11 ] |
| 2006 | Satellites    | Nine       | Diana Son           | Joseph Papp Public Theater, The Public Theatre | [ 12 ] |
| 2024 | The Welkin    | Lizzy Luke | Lucy Kirkwood       | Linda Gross Theatre, Off-Broadway              | [ 13 ] |
| 2025 | Twelfth Night | Olivia     | William Shakespeare | Delacorte Theater, The Public Theatre          | [ 14 ] |